# Baanwielrennen op de Paralympische Zomerspelen 2020 - Achtervolging vrouwen C4
De baanwielrennen Achtervolging vrouwen C4 tijdens de Paralympische Zomerspelen 2020 vond plaats in de Izu Velodrome, Japan. Deze klasse is voor de rensters die beperkingen hebben aan de benen, armen en/of romp, maar wel in staat zijn een standaardracefiets te gebruiken.

## Opzet competitie
De competitie begint met een kwalificatieronde waarin het een onderlinge race tussen de 6 rensters omvat; alle 6 rensters worden verdeeld in 3 heats (dus 1 heat bestaat uit 2 rensters). De twee snelste rensters in de kwalificatie kwalificeren zich voor de gouden finale, terwijl de derde en vierde snelste zich kwalificeren voor de de bronzen finale, waar ze tegen elkaar zullen racen. De afstand van dit evenement bedraagt 3 km. Zowel de finales als de kwalificatieronde werden op één dag verreden.

## Uitslag

### Kwalificatie
| # | Heat | renster | renster           | tijd     | tijd   |
| - | ---- | ------- | ----------------- | -------- | ------ |
| 1 | 2    | AUS     | Emily Petricola   | 3:38.061 | GF, WR |
| 2 | 3    | USA     | Shawn Morelli     | 3:46.842 | GF     |
| 3 | 2    | CAN     | Keely Shaw        | 3:49.032 | GF     |
| 4 | 3    | AUS     | Meg Lemon         | 3:49.043 | GF     |
| 5 | 1    | NZL     | Anna Grace Taylor | 3:54.167 |        |
| 6 | 1    | CHN     | Ruan Jianping     | 4:05.557 |        |

### Gouden finale
| #      | renster | renster         | tijd |
| ------ | ------- | --------------- | ---- |
| Goud   | AUS     | Emily Petricola |      |
| Zilver | USA     | Shawn Morelli   | OVL  |

### Bronzen finale
| #     | renster | renster    | tijd     |
| ----- | ------- | ---------- | -------- |
| Brons | CAN     | Keely Shaw | 3:48.342 |
| 4     | AUS     | Meg Lemon  | 3:49.972 |